# Ingeniería de Postcosecha
La Ingeniería de Postcosecha aplica los conceptos de las ciencias físicas y biológicas encaminados hacia el manejo, almacenamiento, conservación, empacado y transporte de productos agrícolas, como su nombre lo indica posteriormente al periodo de cosecha.
En este campo de Ingeniería agrícola se estudian y analizan los siguientes temas:

## Conceptos de Transferencia de Calor
Se estudian los diversos modos de transferencia de calor con el objetivo de aplicarlos al tratamiento y conservación de productos agrícolas, ya sea en secado o refrigeración o diversos procesos de la industria alimentaria.

## Postcosecha de frutas y hortalizas
Mediante el estudio de las propiedades termodinámicas del aire húmedo (Psicrometría), y principios fisiológicos y termodinámicos se establecen parámetros de conservación y almacenamiento de frutas y hortalizas así como pautas para el posterior diseño de equipos e instalaciones para manejo y transporte de los mismos (cuartos fríos, contenedores, empaques, refrigeradores, etc).

## Postcosecha de granos, semillas y cereales
Uso de Psicrometría para desarrollar y seleccionar mecanismos de secado y almacenamiento de granos y cereales, así como para diseño de instalaciones (hornos, silos, bodegas de almacenamiento, transportadores, ventiladores, etc).
Por lo general, la Ingeniería de Postcosecha es la rama en la cual se especializan gran parte de los Ingenieros Agrícolas, junto con la Ingeniería de Riegos y Drenajes.